# Прапор Червоної Чагарівки
Прапор Червоної Чагарівки — офіційний символ села Червона Чагарівка Кам'янець-Подільського району Хмельницької області, затверджений рішенням №10 XXVI сесії сільської ради VII скликання від 15 червня 2018 року. Авторами прапора є В.М.Напиткін та К.М.Богатов.

## Опис
Квадратне полотнище розділене хвилясто на жовту і синю смуги у співвідношенні 5:1. На верхній смузі червоний підвищений трипільський візерунок із чотирьох безконечників, із нижньої на верхню виходять три червоних тростини, середня нижча.